# Кооператив «Политбюро», или Будет долгим прощание
«Кооператив „Политбюро“, или Будет долгим прощание» (бел. Кааператыў «Палітбюро», або Будзе доўгім развітанне) — художественный фильм режиссёра Михаила Пташука, выпущенный белорусской кинокомпанией «Независимая студия» в 1992 году.

## Сюжет
Предприимчивый кооператор придумывает интересный кооператив — «Политбюро». В кооперативе будут принимать участие актёры, похожие на советских вождей. Они будут ездить по городам и весям и выступать. В кооператив попали: Чапаев, Хрущёв, Брежнев и Сталин. Публика, приходящая на такие выступления, — это пожилые люди: ветераны и герои труда. Каждый актёр общается с народом сообразно своему имиджу, и обычно аудитория воспринимает двойника как его прототип. Чапаева воспринимают с уважением, над Хрущёвым все потешаются, Брежнева вообще не воспринимают всерьёз, даже не хотят с ним фотографироваться, а на Сталине обычно начинается истерия. Народ выкрикивает лозунги, спрашивает советы. Иногда бывает, что кого-то из актёров просят подхалтурить: Чапая просят выступить для Красной армии, Сталина «выписывает» для себя номенклатура. Всё было бы хорошо, да только кооператив преследуют рэкетиры…

## В ролях
- Алексей Петренко — Борис Сергеевич, двойник Сталина
- Михаил Ульянов — Иван Иванович
- Валерий Ивченко — Семён Михайлович
- Василий Бочкарёв — двойник Чапаева
- Игорь Кашинцев — Пётр Петрович, двойник Хрущёва
- Леонид Неведомский — Сергей Николаевич, двойник Брежнева
- Улдис-Янис Вейспалс
- Геннадий Гарбук — Кузьма
- Александр Кознов — бандит Игорь
- Алексей Нилов — бандит Лёша
- Александр Феклистов — кооператор
- Виктор Павлов — сотрудник горкома
- Анжелика Пташук — подруга бандитов
- Александр Аржиловский
- Денис Беспалый
- Владимир Грицевский — милиционер
- Валентина Деменкова
- Александра Зимина — баба Таня
- Виктор Ковальчук
- Виталий Котовицкий
- Владимир Корпусь
- Татьяна Мархель
- Лидия Мордачёва
- Михаил Петров
- Нина Розанцева
- Николай Смирнов
- Сергей Широчин

## Съёмочная группа
- Режиссёр — Михаил Пташук
- Продюсеры — Валерий Кречетов, Борис Светлов, Михаил Пташук
- Сценаристы — Рита Беляковская, Евгений Григорьев
- Оператор — Сергей Мачильский
- Композитор — Евгений Дога
- Художник-постановщик — Игорь Топилин
- Художник по костюмам — Нинель Жижель
- Ассистенты: режиссёра — Г. Комарова, Е. Фёдоров; оператора — В. Сердюк; художника по костюмам — Т. Писарева
- Художник-декоратор — Б. Банк
- Художник по гриму — Татьяна Кавецкая
- Монтажёр — Валентина Хантеева
- Директор картины — Алексей Круковский

## Призы
- 1992 — «Серебряный приз» Международного кинофестиваля стран Восточной и Центральной Европы в Лагове (Михаил Пташук).
- 1994 — Гран-при на МКФ в Стокгольме (Михаил Пташук).
- 1994 — Гран-При Международного кинофестиваля в Белграде (Михаил Пташук).
- 1994 — Приз «Золотой Витязь» за лучший игровой фильм на IV МКФ славянских и православных народов «Золотой Витязь» (Михаил Пташук).
- 1994 — Приз за лучшую мужскую роль на IV МКФ славянских и православных народов «Золотой Витязь» (Алексей Петренко).
- 1995 — Специальный приз жюри «Золотой Голем» на МКФ в Праге (Михаил Пташук).
- 1995 — Приз кинокритиков на МКФ «Лістапад» в Минске (Михаил Пташук)[1].